# Turin (Iowa)
Turin és una població dels Estats Units a l'estat d'Iowa. Segons el cens del 2000 tenia 75 habitants.

## Demografia
Segons el cens del 2000, Turin tenia 75 habitants, 34 habitatges, i 24 famílies. La densitat de població era de 362 habitants/km².
Dels 34 habitatges en un 20,6% hi vivien nens de menys de 18 anys, en un 55,9% hi vivien parelles casades, en un 11,8% dones solteres, i en un 26,5% no eren unitats familiars. En el 20,6% dels habitatges hi vivien persones soles el 8,8% de les quals corresponia a persones de 65 anys o més que vivien soles. El nombre mitjà de persones vivint en cada habitatge era de 2,21 i el nombre mitjà de persones que vivien en cada família era de 2,52.
Per edats la població es repartia de la següent manera: un 18,7% tenia menys de 18 anys, un 9,3% entre 18 i 24, un 24% entre 25 i 44, un 30,7% de 45 a 60 i un 17,3% 65 anys o més.
L'edat mediana era de 44 anys. Per cada 100 dones de 18 o més anys hi havia 79,4 homes.
La renda mediana per habitatge era de 23.750 $ i la renda mediana per família de 21.875 $. Els homes tenien una renda mediana de 24.792 $ mentre que les dones 16.875 $. La renda per capita de la població era de 15.094 $. Entorn del 21,2% de les famílies i el 21,6% de la població estaven per davall del llindar de pobresa.

## Poblacions més properes
El següent diagrama mostra les poblacions més properes.